# High Voltage (mezinárodní album)
High Voltage je první mezinárodně vydané album australské hard rockové kapely AC/DC. Album vyšlo v květnu 1976 a obsahovalo devět písní, z nichž osm napsali Angus Young, Malcolm Young a Bon Scott. Píseň „Can I Sit Next to You Girl“ napsali pouze bratři Youngovi.
Album nemá prakticky žádný vztah (kromě jména) s albem High Voltage, které AC/DC vydali o rok dříve jen v Austrálii. Alba se liší jak obalem, tak ve velké míře i co se týče obsahu. Do mezinárodní verze byly zařazeny jen dvě písně z australské verze a zbývající písně pocházejí z alba T.N.T. Mezinárodní verze alba High Voltage tak neobsahuje žádný nový materiál.

## Seznam skladeb
Autory jsou Angus Young, Malcolm Young a Bon Scott, pokud není uvedeno jinak.
1. "It's a Long Way to the Top (If You Wanna Rock 'n' Roll)" – 5:01 (vinyl), 5:12 (CD)
2. "Rock 'n' Roll Singer" – 5:03
3. "The Jack" – 5:52
4. "Live Wire" – 5:49
5. "T.N.T." – 3:34
6. "Can I Sit Next to You Girl" (Young / Young) – 4:11
7. "Little Lover" – 5:39
8. "She's Got Balls" – 4:51
9. "High Voltage" – 4:14 (Videoklip)

- Skladby 1–6 & 9 původně vydány na albu T.N.T v prosinci 1975.
- Skladby 7 & 8 původně vydány na albu High Voltage v únoru 1975.

## Obsazení
- Bon Scott – zpěv
- Angus Young – kytara
- Malcolm Young – kytara, doprovodný zpěv
- Mark Evans – baskytara
- George Young – bicí v "She's Got Balls" a "Little Lover"
- Phil Rudd – bicí
- Tony Currenti – bicí v "She's Got Balls" a "Little Lover"